# Бондар Валерій Євгенович
Вале́рій Євге́нович Бо́ндар (псевдонім: Валер Бондар) (1 січня 1956 с. Мельниця-Подільська, Тернопільська область — 31 жовтня 2012 м. Харків, Україна) — український художник і графік, громадський діяч. 

## Життєпис
Народився в селі Мельниця-Подільська Тернопільської області. Брат Ігоря Бондаря-Терещенка. У 1978 році закінчив архітектурний факультет Харківського інституту комунального господарства. Від 1995 року член Національної української асоціації митців. Від 1992 року працював у Літературному музеї Харкова.
Помер у своїй квартирі в Харкові 31 жовтня 2012 року.

## Творчість
Творчості притаманна експресія, узагальненість і символізм. Працював у галузі станкової графіки, живопису на склі, оформлював книжкові видання та ілюстрації до них, плаката тощо.
Автор ілюстрацій до книг: «Очима серця: Антологія репресованої лірики» (1993), «Щедрик: Дитячий універсальний (1994), «Дзиґа: Енциклопедія дитячих ігор» (1998), «Цитатник» Сергія Жадана (1995) та інші.
Характерна риса творчості — композиційна замкненість з акцентом й поглибленнями змістовно-психологічного плану твору, його руху та динаміки просторового середовища.
Твори: «Святий Володимир Великий», «Святий Петро», «Христос Скорботний», триптих «Героям слава» 1987 року. Цикли «До 1000-ліття хрещення України-Руси» (1988–91), «Настрої» (1990 рік), «Походження писанки» (1991 рік), «Сіверщина прадавня» (1993 рік), «За Стефаником» (1993–2000 рік), «Покрова» (1993–2001 рік), «Буття» (1999–2000 рік), серія «За мотивами творчості Г. Сковороди» (від 2000 рік) тощо. 

### Виставки
Починаючи з 1987 року — учасник художніх виставок в Україні, Європі та США. Проводив персональні виставки в Харкові у 1987, 1991, 1996 роках; у Львові 1991 року; в Торонто 1991 року, у Мюнхені — 1992 рік.